# Klaudia Tanner

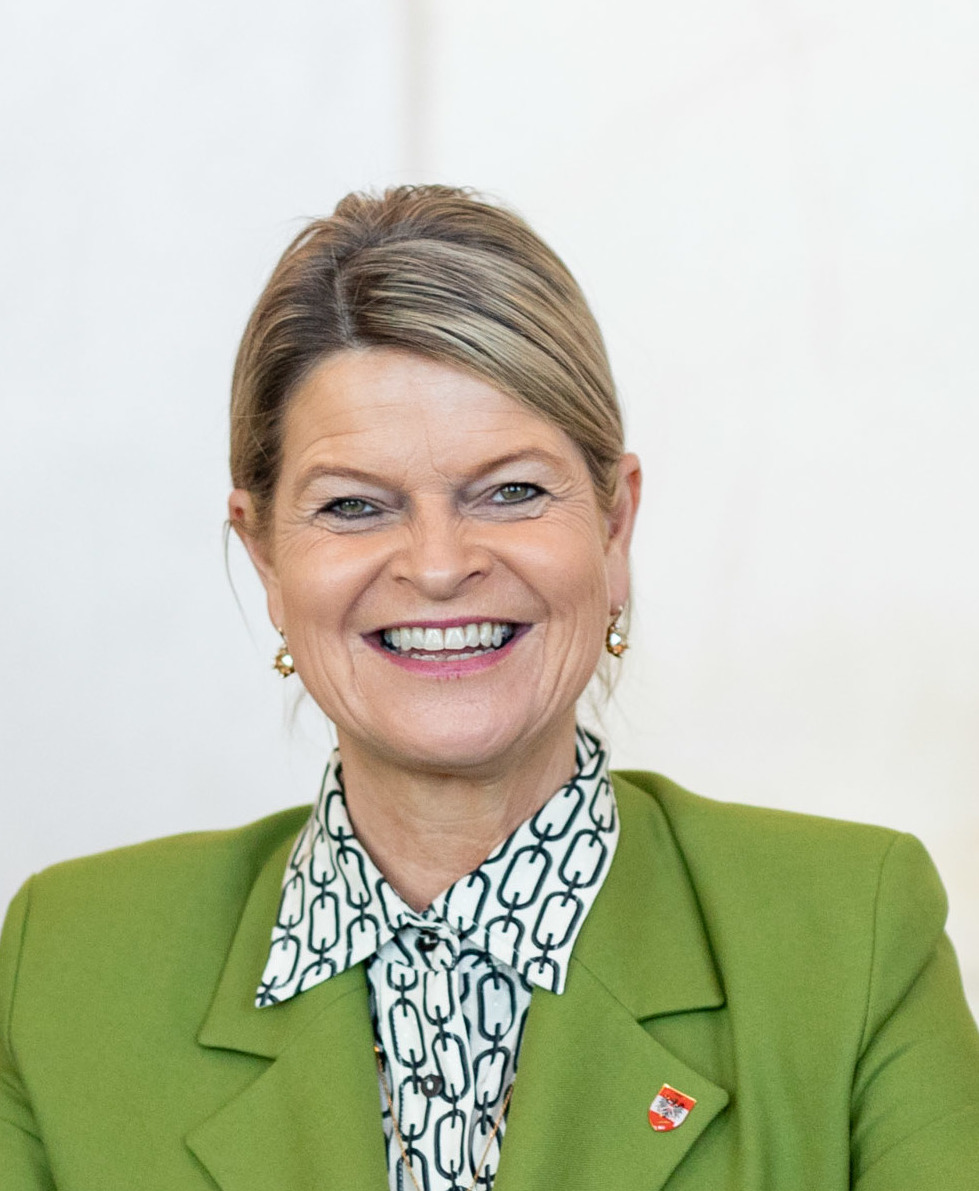
Klaudia Tanner (2020)

Klaudia Tanner (* 2. Mai 1970 in Scheibbs als Klaudia Wallner) ist eine österreichische Juristin und Politikerin (ÖVP). Seit 7. Jänner 2020 ist sie die erste Bundesministerin für Landesverteidigung in der Bundesregierung Kurz II beziehungsweise den Bundesregierungen Schallenberg, Nehammer, Schallenberg (einstweilig) und Stocker.
Von 2011 bis Jänner 2020 war sie Direktorin des niederösterreichischen Bauernbundes. Seit März 2017 ist sie stellvertretende Landesparteiobfrau der Volkspartei Niederösterreich, vom 22. März 2018 bis zum 7. Jänner 2020 war sie Abgeordnete zum niederösterreichischen Landtag.

## Leben
Klaudia Tanner wuchs am elterlichen Bauernhof im niederösterreichischen Perwarth auf und besuchte das Bundesoberstufenrealgymnasium Scheibbs. Sie studierte danach bis 1995 Rechtswissenschaften an der Universität Wien. Von 1995 bis 1996 absolvierte sie ihre Gerichtspraxis am Bezirksgericht Liesing und am Wiener Landesgericht für Zivilrechtssachen. Danach war sie von 1996 bis 2001 als Rechts- und Sozialreferentin beim niederösterreichischen Bauernbund tätig. Im Jahr 2001 wechselte Klaudia Tanner, nun verheiratet mit Martin „Max“ Tanner (Parteiobmann der ÖVP in Gresten), in das Kabinett von Innenminister Ernst Strasser. Ab 2003 arbeitete sie im „Cooperation Management“ der Kapsch BusinessCom, wo sie unter anderem für das „Beziehungsmanagement des Unternehmens zu Entscheidungsträgern in Politik und Wirtschaft“ verantwortlich war.
Im November 2010 kehrte sie als (zunächst designierte) Direktorin zum niederösterreichischen Bauernbund zurück. Im Amt war sie ab Jänner 2011. Am Landesparteitag der ÖVP Niederösterreich im März 2017 wurde sie mit 96,9 Prozent der Delegiertenstimmen zu einer der Stellvertreterinnen von Landesparteichefin Johanna Mikl-Leitner gewählt. Daneben war sie von 2010 bis 2015 ÖVP-Gemeinderätin in Gresten (Bezirk Scheibbs) und Mitglied des Landesparteischiedsgerichts.
Immer wieder wurde sie medial als mögliche Kandidatin für hochrangige politische Ämter genannt, etwa als ÖVP-Landesgeschäftsführerin, Mitglied der Landes- oder Bundesregierung. Im November 2017 berichtete die Tageszeitung Die Presse im Zuge der Koalitionsverhandlungen zwischen ÖVP und FPÖ, Tanner sei die „Wunschkandidatin“ von ÖVP-Chef Sebastian Kurz für das Amt der Verteidigungsministerin in der künftigen Regierung. Sie wäre damit die erste Frau in dieser Position gewesen. Dennoch wurde Tanner kein ÖVP-Regierungsmitglied in der Bundesregierung Kurz I. Vom 22. März 2018 bis zum 7. Jänner 2020 war sie Abgeordnete zum Landtag von Niederösterreich.

### Wirken als Verteidigungsministerin
Mit ihrer Angelobung durch Bundespräsident Alexander Van der Bellen wurde Tanner in der Bundesregierung Kurz II die erste Verteidigungsministerin in der Geschichte Österreichs. Sie behielt dieses Amt auch in den Bundesregierungen Schallenberg, Nehammer, Schallenberg (einstweilig) und Stocker bei. Als Direktor des niederösterreichischen Bauernbundes folgte ihr im Jänner 2020 ihr Stellvertreter Paul Nemecek nach. Ihr Landtagsmandat ging an Waltraud Ungersböck. Tanner bestellte Generalmajor Rudolf Striedinger im Jänner 2020 zum Stabschef, Generalsekretär wurde Dieter Kandlhofer.
Zu Beginn ihrer Amtszeit als Verteidigungsministerin versuchte Tanner sich durch starkes Auftreten in der Eurofighter-Affäre zu profilieren. Nachdem bekanntgeworden war, dass im Vorfeld der umstrittenen Anschaffung der Flugzeuge rund 55 Millionen Euro von Airbus oder seinen Repräsentanten an nicht genannte österreichische Personen oder Organisationen geflossen seien, verlautbarte Tanner bei einer Pressekonferenz im Februar 2020 „Airbus wird mich noch kennenlernen“ und stellte eine Rückabwicklung des Kaufes in den Raum. Infolge der Pressekonferenz zog der Konzern ein zuvor übermitteltes Gesprächsangebot zurück. Das Ermittlungsverfahren gegen den Konzern am Oberlandesgericht Wien wurde im November 2020 eingestellt. Nach einem gescheiterten Versuch, die teuren Kampfflugzeuge an Indonesien zu verkaufen, verlautbarte Tanner schließlich, die Eurofighter sollten behalten und nachgerüstet werden. Ab der ersatzlosen Außerdienststellung der letzten Saab 105 waren Österreich keine anderen Möglichkeiten zur Luftraumüberwachung geblieben.
Deutliche Kritik erfuhr Tanners Vorhaben einer Heeresreform mit dem verlautbarten Ziel, den Katastrophenschutz, die Bekämpfung von Cyber-Kriminalität etc. gegenüber der militärischen Landesverteidigung zu priorisieren. Nach Kritik an Inhalt und Kommunikation der Reform nicht nur aus der Opposition, sondern auch aus dem Heer und von dessen Oberbefehlshaber, Bundespräsident Alexander Van der Bellen, relativierte Tanner ihre Aussagen, wonach die militärische Landesverteidigung kein Schwerpunkt mehr sei. Im September 2020 kündigte sie den Kauf von 18 Hubschraubern des Typs AW 169M Leonardo als Nachfolge der Alouette III an. Ende August 2023 gab es eine Ankündigung bzgl. 15 zusätzlicher S-70 Black Hawk.
Im Zuge der COVID-19-Pandemie in Österreich veranlasste Tanner die erste Teilmobilmachung der Miliz in der Geschichte der Zweiten Republik. Durch die positive öffentliche Wahrnehmung des Heeres während der Pandemie und die verschärfte Sicherheitslage in Europa infolge des russischen Überfalls auf die Ukraine konnten Tanner und das Heer sich politisch stabilisieren.
Im November des Jahres wurde bekannt, dass die Heeresreform vom Juli 2022 zum Teil zurückgenommen werden muss.
Über die Jahre haben sich für die Verteidigungsministerin Probleme bezüglich einer festen Leitung des Truppenübungsplatzes Allentsteig ergeben, es wird von dienstrechtlichen Experimenten des Ministeriums berichtet.
Im Februar 2023 sorgte die ausschreibungslose interimistische Besetzung der Leitung des ältesten Forschungsinstituts der Landesverteidigungsakademie Wien, des Instituts für Strategie und Sicherheitspolitik (ISS) (Stiftskaserne General Spannocchi) mit seinen Fachbereichen: Strategie, Internationale Sicherheit, Zeitgeschichte für Vorwürfe der Postenkorruption. Protektionsbegünstigter wäre der ehemalige Direktor des Heeresgeschichtlichen Museums (HGM), der Historiker Christian Ortner. Die entsprechende „schriftliche Stellungnahme der Ministerin“ dürfte nichtöffentlich sein. Laut ORF wird Tanners Entscheidung nur von der FPÖ gebilligt. Allerdings hatte auch diese „scharfe Kritik an dem 'unüblichen Bestellvorgang'“ geübt.
In Besetzungsverfahren zwecks Leitung der neuen Sektion II (Generaldirektion Präsidium) kam es innerhalb weniger Monate zur wiederholten Ausschreibung. Dabei war zunächst der Leiter des aufgelösten Heerespersonalamts, Stefan Chavanne, zum Zug gekommen. Danach sei das Heerespersonalamt reaktiviert und aufgrund der unmittelbar bevorstehenden Pensionierung Chavannes die Leitung der Sektion II erneut ausgeschrieben worden.
Zum neuen Direktor des Heeresgeschichtlichen Museums bestellte Tanner den Milizoffizier, Historiker und Ausstellungskurator Georg Hoffmann. Die dortige Abteilungs- und Referatsleitung für Administration und Betrieb (neue Funktion) übernehme Stephanie Pracherstorfer-Prigl, womit es „erstmalig eine Frau in der Position der stellvertretenden Leitung des HGMs“ gebe.
Gemeinsam mit Energieministerin Leonore Gewessler (Grüne) verkündete Ministerin Tanner Mitte April 2023, „dass Verteidigungs- und Energiepolitik seit dem letzten Jahr untrennbar seien – Stichwort: russischer Angriffskrieg gegen die Ukraine“. Die 2013 beschlossene Sicherheitsstrategie solle neu aufgesetzt werden; die Vorgehensweise wird kritisiert.
Im Mai 2023 berichtete der Standard, der Bundespräsident gehe „auf Distanz zu Verteidigungsministerin Tanner, die verfassungsrechtliche Bedenken gegen Unterstützung bei humanitärem Entminen“ habe. Laut aktuellem Risikobericht des Verteidigungsministeriums nehmen die Bedrohungen für Österreich zu, dabei gehe es vor allem um ein Neutralitätsrisiko und eine eingeschränkte Strategiefähigkeit. Laut dem damaligen Außenminister Alexander Schallenberg (ÖVP) helfe Österreich „bereits bei der Entminung im Rahmen der OSZE“.
„Die Bundesregierung gab 2022 rund 29 Mio. Euro für ‚Medienkooperationen‘ bei österreichischen Tageszeitungen im Print- und Onlinebereich aus“, wobei das Verteidigungsministerium mit ca. 2,4 Mio. Euro für Zeitungsinserate erstmals das ausgabenfreudigste Ministerium gewesen sei.
Über den geplanten Beitritt zum Luftverteidigungssystem Sky Shield besteht Uneinigkeit, wobei die FPÖ diesbezüglich eine Volksabstimmung fordere.
Für die Nationalratswahl 2024 bildete sie mit Gerhard Karner die Doppelspitze der Landesliste der Volkspartei Niederösterreich.
Nach dem Ausfall der aktiven Luftraumüberwachung Österreichs aufgrund einer Personalkrise bei den militärischen Fluglotsen zwischen 16. und 18. Oktober 2024 möchte Tanner die Personalhoheit, die beim BMKÖS liegt, in den Geschäftsbereich der Verteidigung übertragen bekommen. Durch attraktivere Sonderverträge solle eine Abwanderung der Fluglotsen in den besser bezahlten zivilen Bereich verhindert werden.

## Trivia
Von den österreichischen Medien wurde Tanner der Spitzname „Österreichs Iron Lady“ verliehen. In Folge ihrer Blackout-Informationskampagne gelangte sie in Europa, insbesondere in Spanien, zu großer Bekanntheit. Die Medien bezeichneten sie als „Blackout-Vorbotin Europas“.

## Privates
Klaudia Tanner ist mit dem Ingenieur und Gemeinderat Martin Tanner verheiratet. Ihre gemeinsame Tochter ist Maxima Klaudia Josefa Tanner. Klaudia Tanner ist Schwägerin des ÖVP-Politikers Stefan Steiner. Sie ist Mitglied des Ortsverbandes Gresten des Österreichischen Kameradschaftsbundes.

## Auszeichnungen
- Goldenes Komturkreuz am Band der Hoch- und Deutschmeister (2021)[58]
- Großes Goldenes Ehrenzeichen am Bande für Verdienste um die Republik Österreich (2025)[59]